# Will Conroy
William « Will » James Conroy, né le 8 décembre 1982 à Portland, dans l'Oregon, est un ancien joueur américain de basket-ball. Il évoluait au poste de meneur.